# Maier & Louis Hess

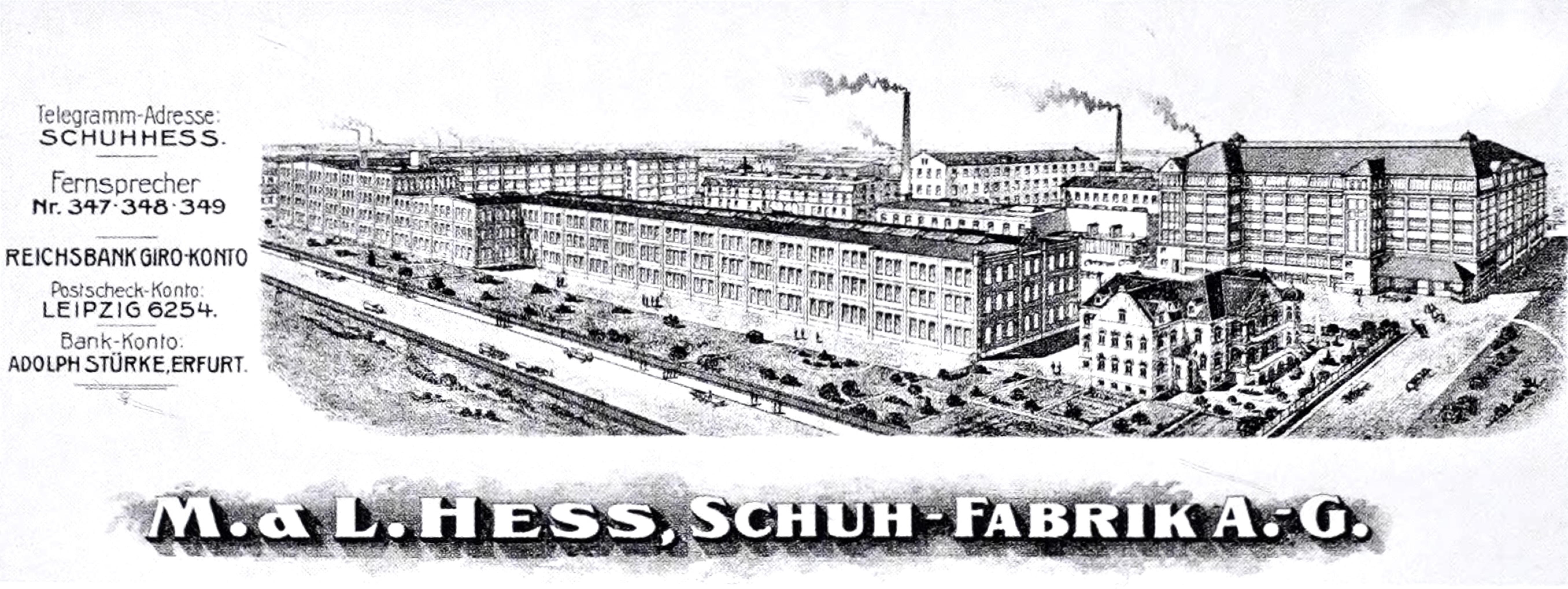
Briefkopf nach der „Arisierung“ bzw. „Entjudung“ während der NS-Zeit

Maier & Louis Hess bzw. M. & L. Hess war ein deutsches Unternehmen in Erfurt, Thüringen, das sich auf die fabrikmäßige Herstellung von Schuhen spezialisiert hatte. Das Unternehmen wurde in der Zeit des Nationalsozialismus „arisiert“ bzw. „entjudet“, danach in der Sowjetischen Besatzungszone in Volkseigentum überführt und firmierte nach einigen Fusionen 1952 als VEB Schuhfabrik Paul Schäfer.

## Aufbauphase

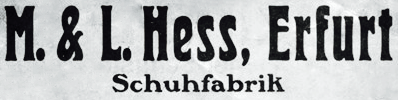
1920er Jahre: Firmierung

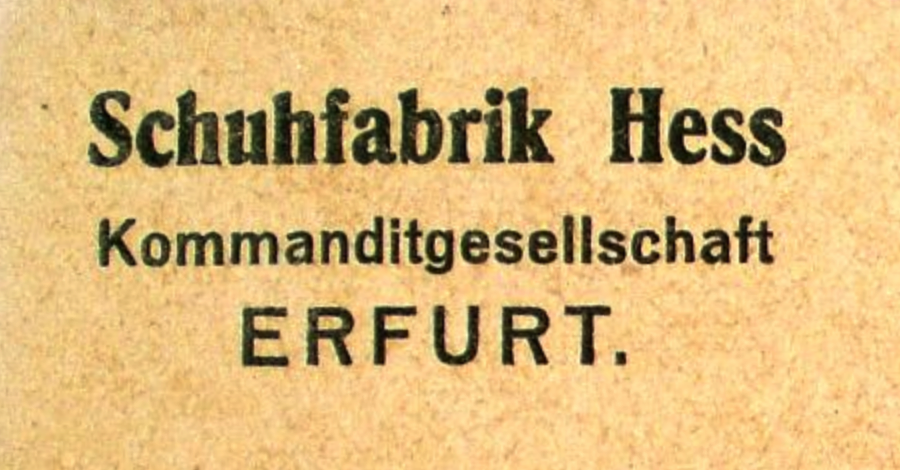
1920er Jahre: Firmierung

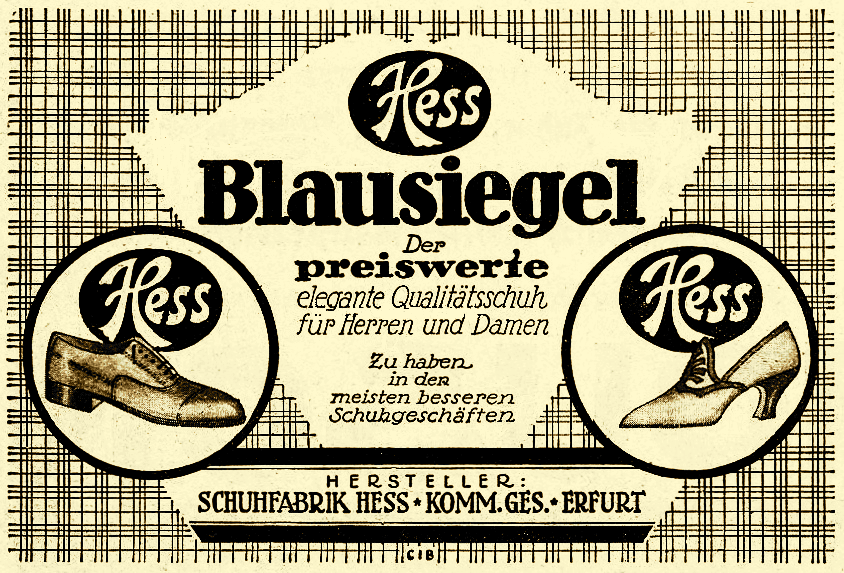
1920er Jahre: Werbeanzeige

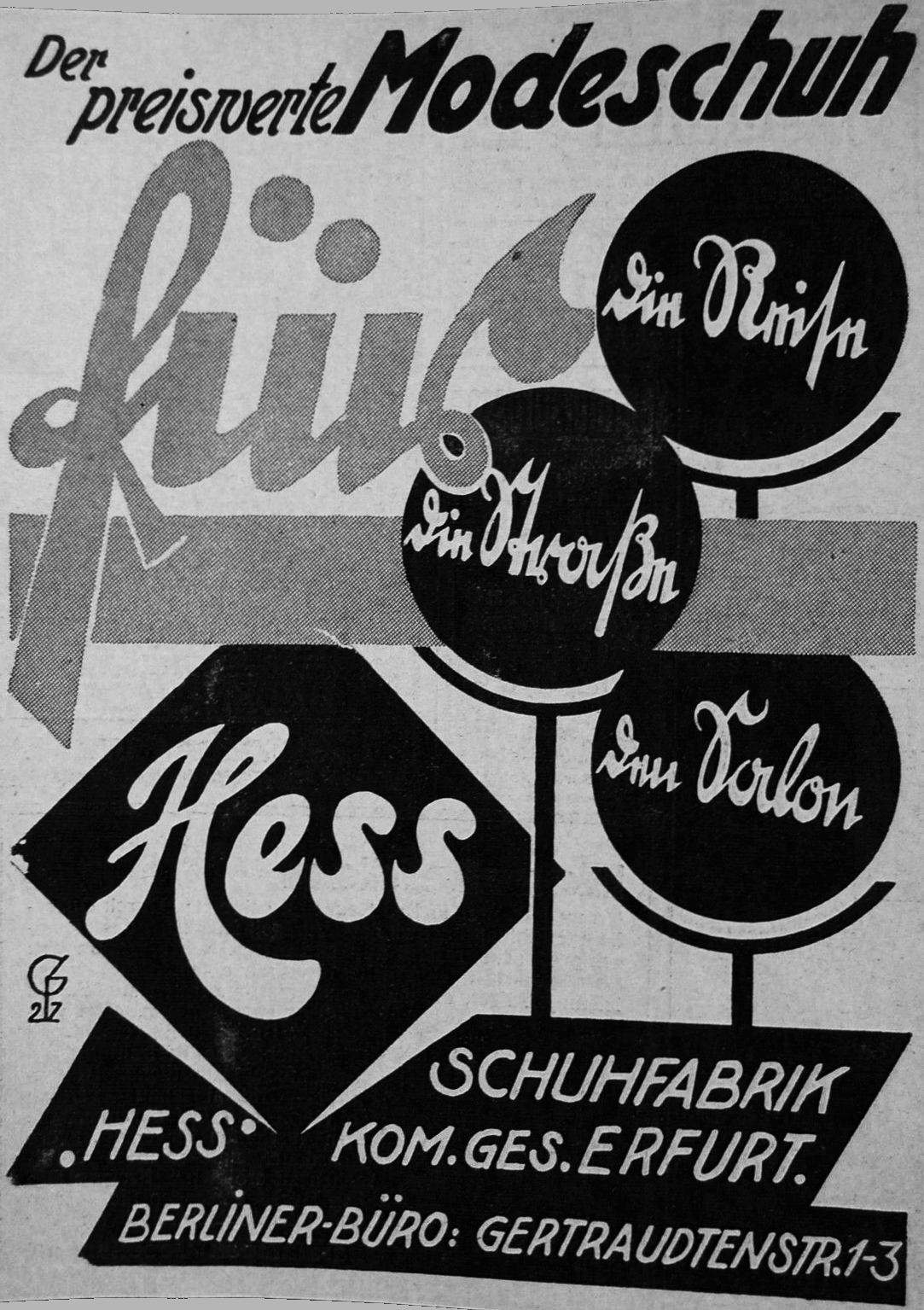
1927: Zeitgenössisches Werbeplakat

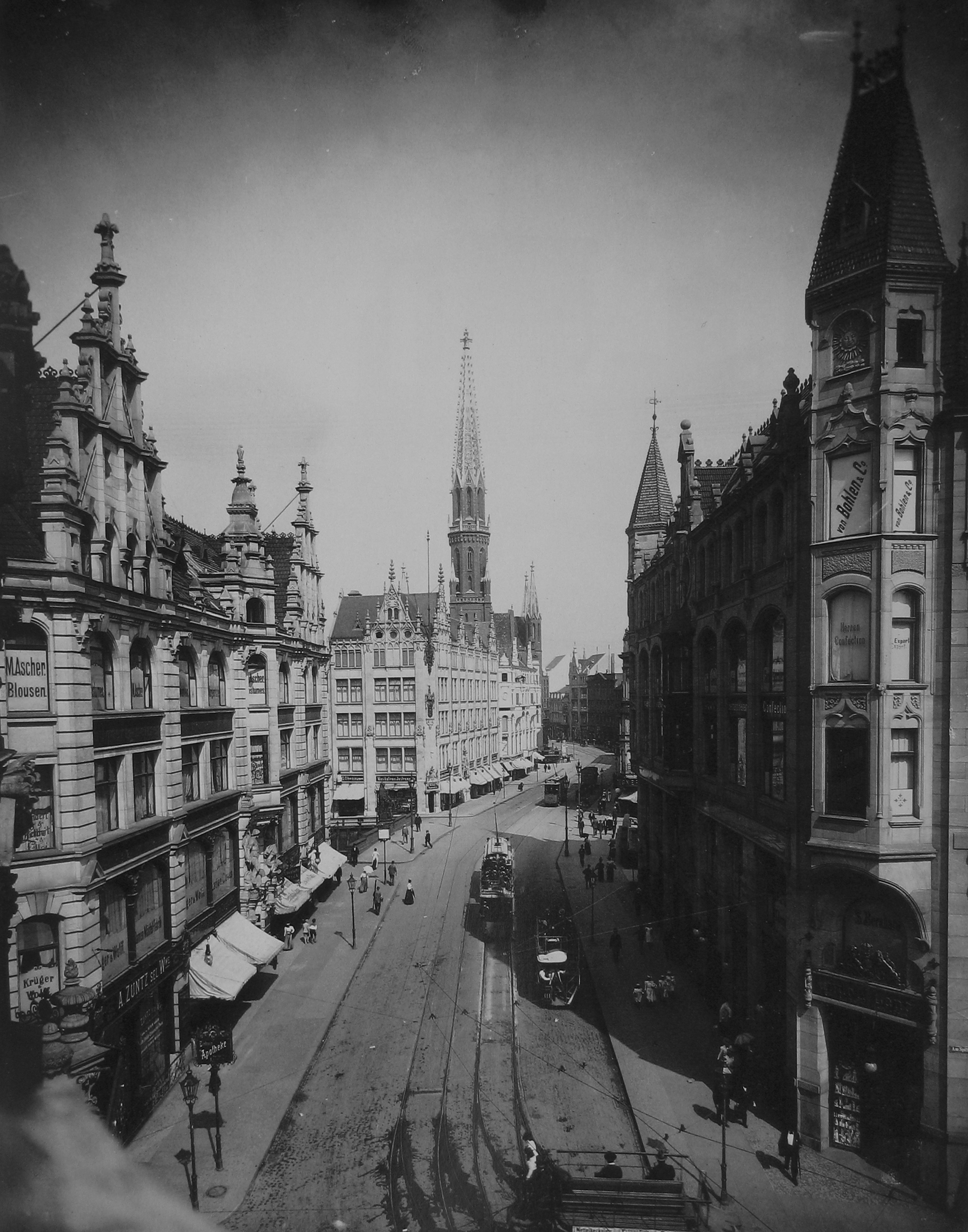
Umfeld des Berliner Büros in der Gertraudtenstraße 1–3 nahe Spittelmarkt

Namensgeber der Schuhfabrik waren die Brüder Maier (1849–1915) und Louis Hess, die das Unternehmen im Jahr 1878 in Erfurt gründeten. Sie begannen in einem kleinen Betriebsgebäude an der Löbergera (Seitenarm der Gera, evtl. heutiger Gera-Flutgraben?) mit zunächst 25 Mitarbeitern. Das Geschäft florierte, so dass die Firma rasch expandierte. Im Jahr 1896 bestanden bereits zwei Fabriken des Unternehmens in der Erfurter Leipziger Straße und der Moltkestraße (heute: Thälmannstraße). Mit dem steilen Aufstieg ihres Unternehmens gelangten die beiden Gründer in die gesellschaftliche Führungsschicht ihrer Stadt und demgemäß zu beträchtlichem Einfluss, der Neider mit sich brachte.
Nach dem Tod seines Vaters Maier Hess im Jahr 1915 wurde der 36-jährige Alfred Hess geschäftsführender Gesellschafter und baute das Unternehmen in der Folge weiter aus. Während des Ersten Weltkrieges fertigten die Fabriken durch die angeordnete Zwangswirtschaft Militärstiefel. Nach dem Krieg konnte das Sortiment rasch wieder um zivile Produkte erweitert werden. Das Unternehmen beschäftigte im Jahr 1922 rund 1800 Arbeiter und 125 Angestellte. Damit hatte es sich zum zweitgrößten Betrieb dieser Branche in der Stadt entwickelt.
Der Neffe von Alfred Hess, Kurt Ludwig Hess, der Sohn seines Bruders Adolf und dessen Ehefrau Elsbeth, arbeitete nach seinem Studium ebenfalls für das Unternehmen, teilweise als regionaler Vertreter im Außendienst.
Intensive Geschäftskontakte entwickelte Alfred Hess ab 1926 zu dem in Berlin tätigen Schuhunternehmer Rudolf Moos. Zusammen mit diesem plante er eine Kooperation zur Herstellung und Verkauf der Schuhmarke Fasan. Die Produktion in Erfurt war in zwei Preiskategorien für 12,50 Reichsmark pro Paar und in der höheren Klasse zu 16,50 RM vereinbart. Der Absatz erfolgte unter anderem in Berlin, Stettiner Straße und den drei Schuhgeschäften von Moos. In der Weimarer Republik wurde das Unternehmen als Kommanditgesellschaft geführt.

## Weltwirtschaftskrise
Durch die Weltwirtschaftskrise ab Ende Oktober 1929 geriet die Schuhfabrik in Turbulenzen und Ende 1930 in die Zahlungsunfähigkeit.
Im Oktober 1931 übernahm M. & L. Hess den Schuhladen in der Warschauer Straße in Berlin, um die Verkaufsquoten zu verbessern. Auch die beiden Söhne Heinrich und Gerhard Moos, die das Geschäft betrieben, übernahm er mit ins Unternehmen.
Im Dezember 1931 starb Alfred Hess unerwartet im Alter von nur 52 Jahren während oder nach einer Operation. Seiner Witwe Thekla und seinem Sohn Hans als Erben gelang es, das Unternehmen innerhalb der nächsten zweieinhalb Jahre bis zum Sommer 1933 vollständig zu entschulden und die Schuhfabrik wieder in die Gewinnzone zu führen. Beide konnten dabei auf Grundvermögen, die rund 4000 Werke umfassende Kunstsammlung von Alfred Hess und das überdurchschnittlich hohe Einkommen von Sohn Hans als Journalist zurückgreifen.

## Zeit des Nationalsozialismus

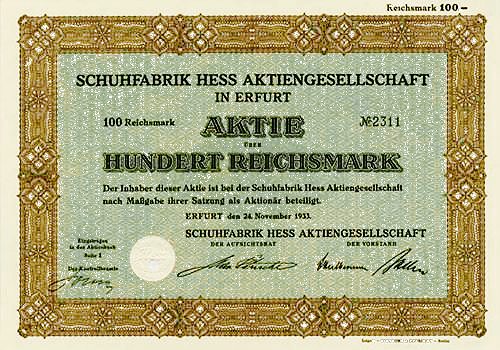
Aktie der Schuhfabrik Hess A.-G.

Bald nach der politischen Machtübergabe an die Nationalsozialisten sah sich Hans Hess jedoch bedroht und konnte seine eigentliche Tätigkeit im (jüdischen) Ullstein-Verlag in Berlin nicht mehr ausüben. Seine Unterkunft bei der Schriftstellerin Elisabeth Hauptmann wurde von einem SA-Trupp demoliert und geplündert. Über Paris ging er nach London.
Sein Neffe Kurt Ludwig Hess floh nach dem Aufruf zum Boykott jüdischer Geschäfte vom 1. April 1933 ins Ausland. Er gelangte über Zwischenstationen in Barcelona, auf Ibiza, in Neapel, München, Libau und Paris schließlich in die Dominikanische Republik.
Das Unternehmen wurde von den Nationalsozialisten „arisiert“ und in eine Aktiengesellschaft umgewandelt. Die Firmierung änderte sich dadurch von M. & L. Hess zu Schuhfabrik Hess Aktiengesellschaft. Am guten Namen, den sich die jüdischen Gründer und deren Erben für ihre Produkte erworben hatten, wollten auch die Nationalsozialisten nichts ändern.
Die Witwe von Alfred Hess verließ Deutschland im Jahr 1939 und folgte ihrem Sohn Hans nach Großbritannien.
Während des Zweiten Weltkrieges wurden die Schuhfabriken erneut zum kriegswichtigen Rüstungsbetrieb und fertigten für die Wehrmacht. Ab 1943 wurden Gebäude des Solebades Louisenhall im nahegelegenen nordöstlichen Vorort Stotternheim als zusätzlicher Produktionsstandort requiriert.

## Nachkriegszeit
Wenige Jahre nach Kriegsende wurden die Schuhfabriken Hess in der Sowjetischen Besatzungszone enteignet und gingen in Volkseigentum über. Durch eine Fusion mit der Eduard Lingel Schuhfabrik Aktiengesellschaft entstand im Jahr 1948 die VEB Schuhfabrik Thuringia, nach weiteren Fusionen innerhalb der zwischenzeitlich gegründeten DDR die im Jahr 1952 nach einem ehemaligen Mitarbeiter benannte VEB Schuhfabrik Paul Schäfer. Sie hatte insgesamt 12 Werke mit 28 Produktionsstätten und 6000 Mitarbeitern. Das Hauptwerk in Erfurt galt bis zur Wende als größter Damenschuhproduzent Europas.